# Saint-Paul-de-Tartas
Saint-Paul-de-Tartas – miejscowość i gmina we Francji, w regionie Owernia-Rodan-Alpy, w departamencie Górna Loara.
Według danych na rok 1990 gminę zamieszkiwało 270 osób, a gęstość zaludnienia wynosiła 10 osób/km² (wśród 1310 gmin Owernii Saint-Paul-de-Tartas plasuje się na 584. miejscu pod względem liczby ludności, natomiast pod względem powierzchni na miejscu 277.).